# Lycium brevipes
Lycium brevipes är en potatisväxtart som beskrevs av George Bentham. Lycium brevipes ingår i släktet bocktörnen, och familjen potatisväxter. Inga underarter finns listade i Catalogue of Life.